# Phoberia ingenua
Phoberia ingenua är en fjärilsart som beskrevs av Walker 1858. Phoberia ingenua ingår i släktet Phoberia och familjen nattflyn. Inga underarter finns listade i Catalogue of Life.